# علم الآثار في باكستان
علم الآثار في باكستان أحد العلوم الهامة في البلاد، تحتوي الباكستان على العديد من أقدم الاكتشافات الأثرية في العالم، والعديد من المعالم والمواقع الأثرية التي يعود تاريخها إلى العصر الحجري القديم وحتى الإمبراطورية المغولية.

## التاريخ
- تعود أقدم الاكتشافات الأثرية المعروفة إلى الثقافة الصوانية، الواقعة في واد صوان بقرب إسلام أباد التي تعود إلى العصر الحجري القديم في آسيا الوسطى.

- إن ثقافة مهرغاره من بين الثقافات الأولى في العالم التي أسست الزراعة وتربية الماشية والعيش في القرى، استمرت حضارة مهرجاره لمدة 5000 عام حتى عام 2000 قبل الميلاد، وبعد ذلك هاجر الناس إلى مناطق أخرى.[4]

- تعد هارابا وموهينجو دارو من أفضل المواقع المعروفة من حضارة وادي السند (حوالي 2500 - 1900 قبل الميلاد).

- عثر على أقدم دليل على الحضارة في باكستان على الضفاف الغربية لنهر بولان وسهول كاتشي في مهرجاره.

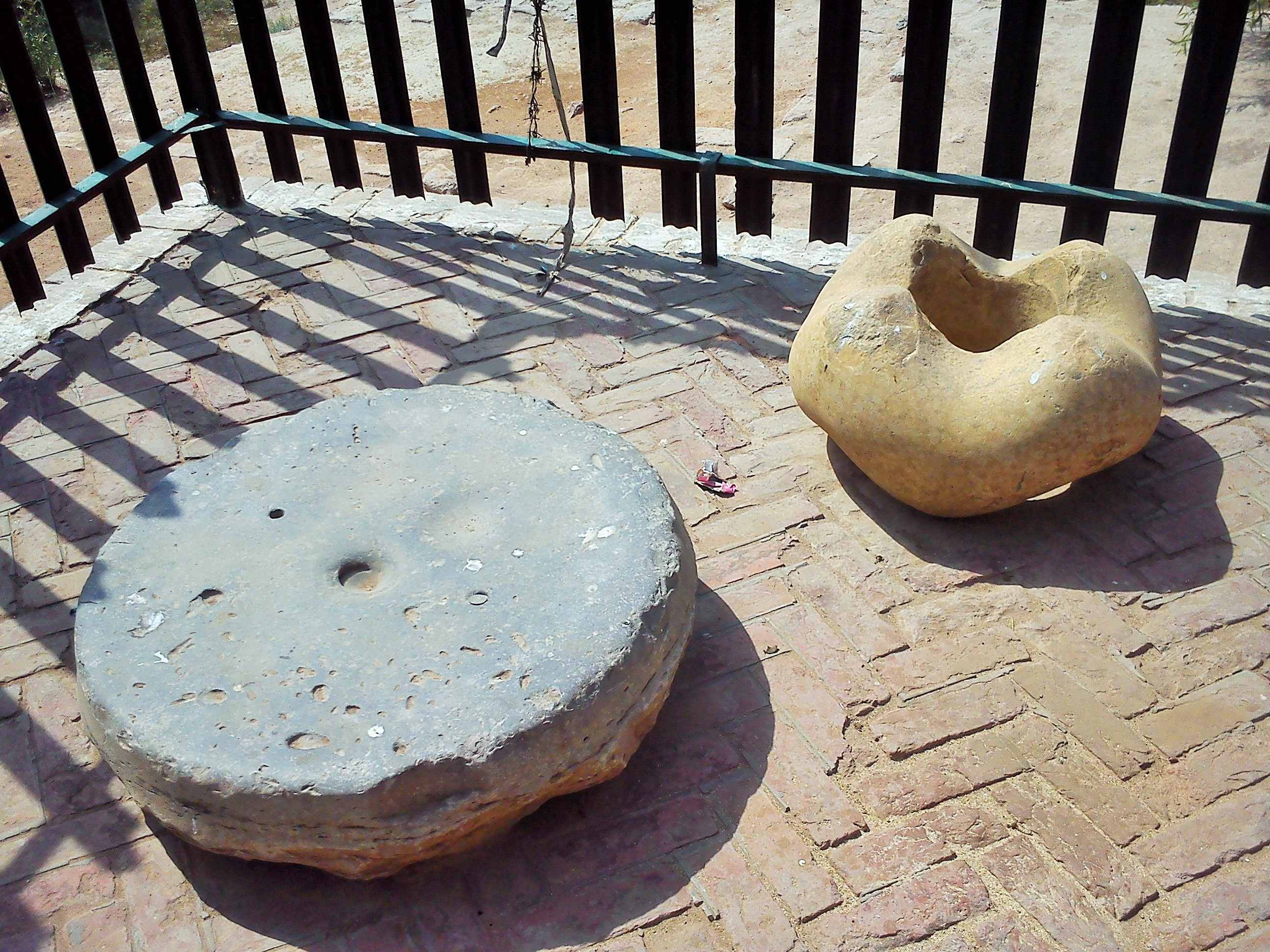
صور آثار في الباكستان

- صور آثار في الباكستان يعود تاريخ القطع الأثرية التي تم العثور عليها خلال أعمال التنقيب التي قامت بها إدارة الآثار الباكستانية وفريق من علماء الآثار الفرنسيين عام 1979 إلى 7000 قبل الميلاد.

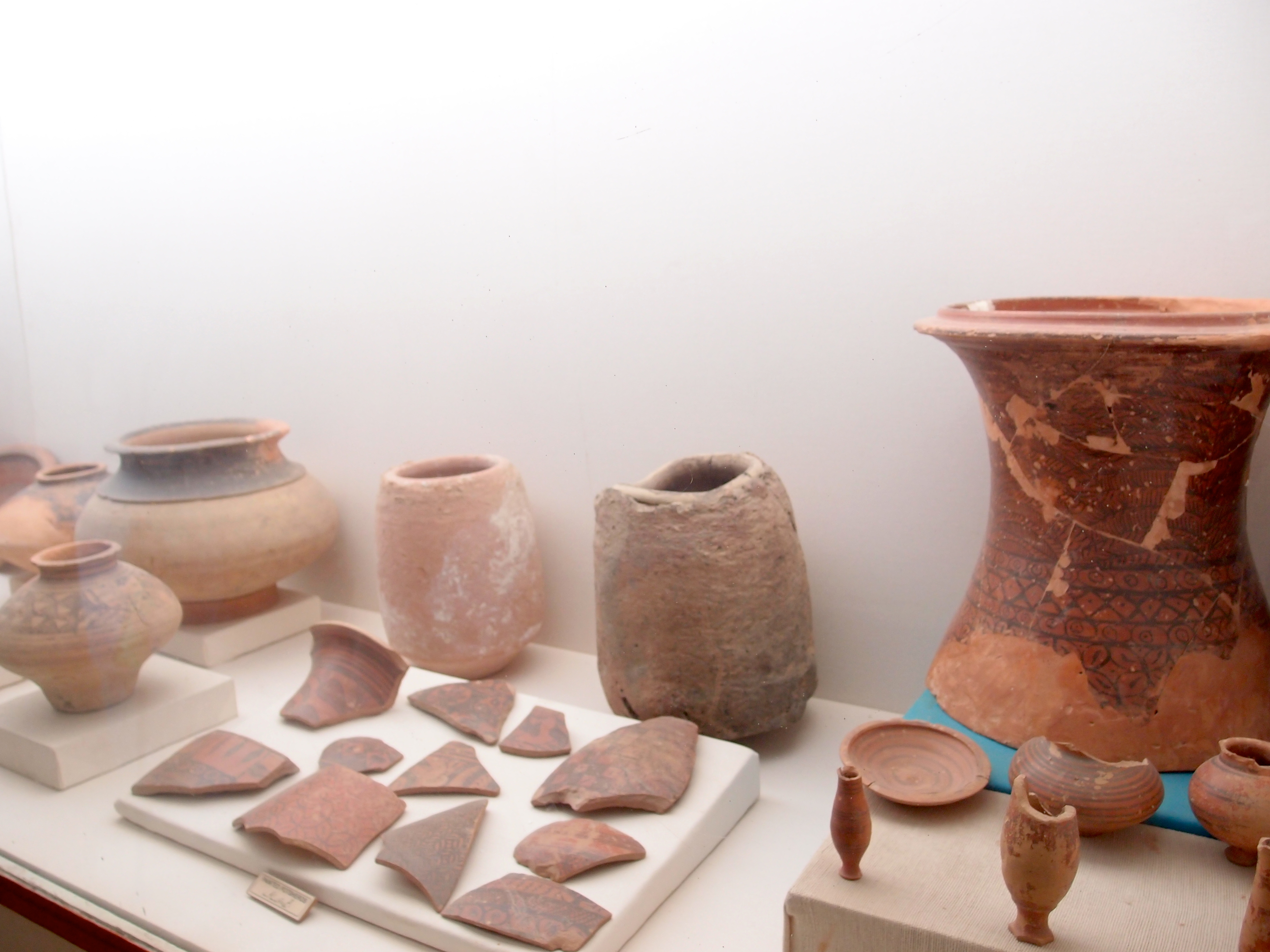
آثار قديمة مكتشفة في الباكستان

- آثار قديمة مكتشفة في الباكستان شمال إسلام أباد، عثر على مدينة تاكسيلا القديمة، ازدهرت تاكسيلا، المعروفة أيضًا باسم مدينة الحجارة، بين عامي 518 قبل الميلاد و600 بعد الميلاد، وكانت في أوج ازدهارها واحدة من أكثر الحضارات ازدهارًا بين نهري السند وجيلوم.[5]

## الإشراف
يتم البحث وإجراء علم الآثار في باكستان تحت إشراف قسم الآثار والمتاحف (DOAM) التابع لوزارة التراث الوطني في باكستان.